# 中国共产党山西省纪律检查委员会
37°49′18″N 112°30′25″E / 37.82158°N 112.50699°E
中国共产党山西省纪律检查委员会，简称中共山西省纪委，是中国共产党的省级纪律检查机关，与山西省监察委员会合署办公。